# Couronne d'olivier

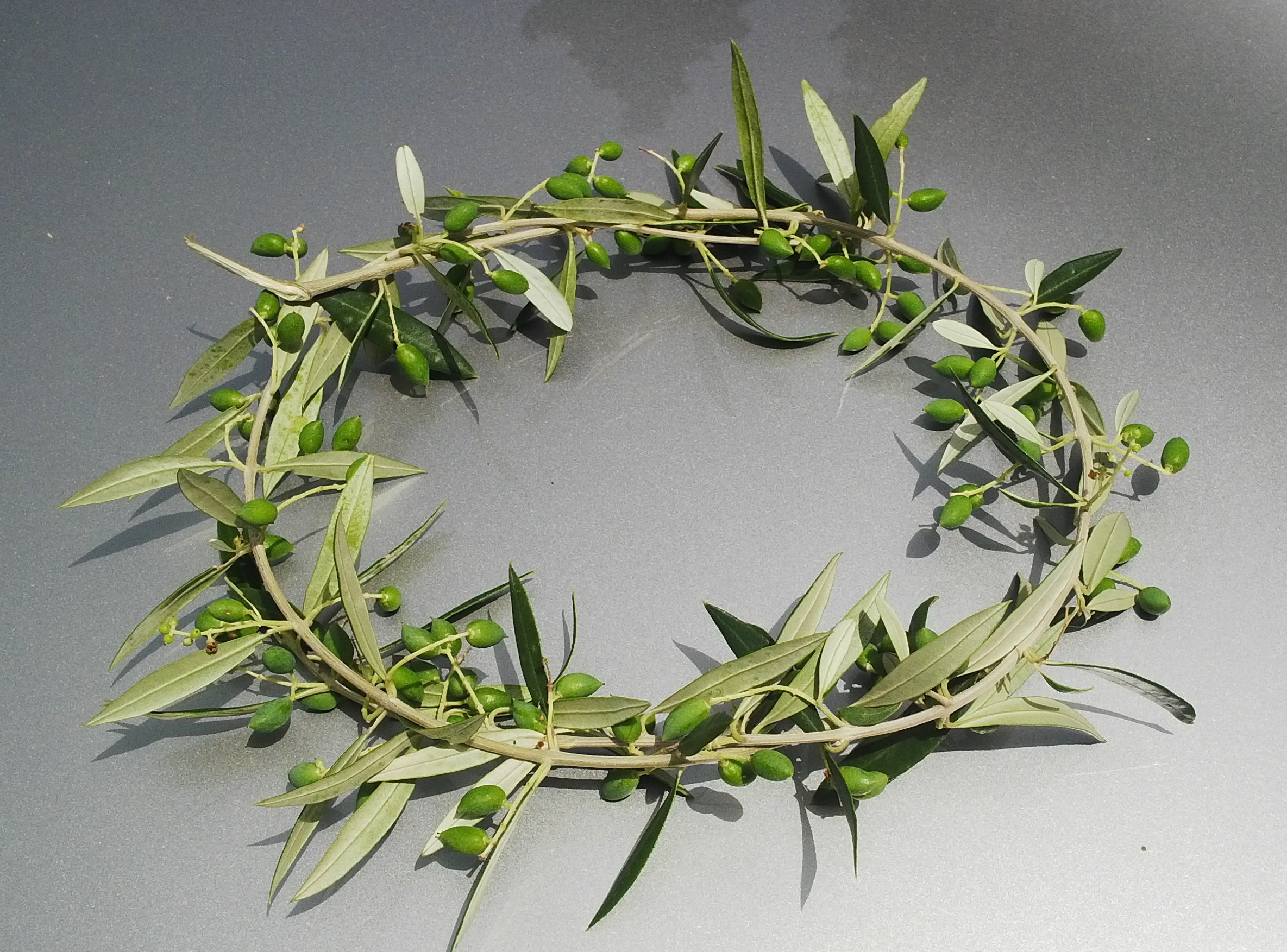
Couronne d'olivier

La couronne d'olivier, également connue sous le nom de kotinos (en grec ancien : κότινος), est à l'origine l'unique prix récompensant le vainqueur de chacune des épreuves des Jeux olympiques antiques. C'est un rameau d'olivier, coupé par un adolescent avec une faucille en or dans un olivier sauvage sacré de l’Altis poussant à Olympie près du temple de Zeus, dont les feuilles entrelacées forment un cercle ou un fer à cheval. Cette couronne a été remplacée par la médaille olympique lors des Jeux olympiques modernes, seuls les Jeux olympiques d'été à Athènes l'ont réintroduite en 2004, un sponsor offrant les 5 513 couronnes des vainqueurs à cette occasion pour souligner la filiation historique des Jeux avec ceux de l’Antiquité.

## Histoire

L’emblème des Jeux olympiques d'Athènes.

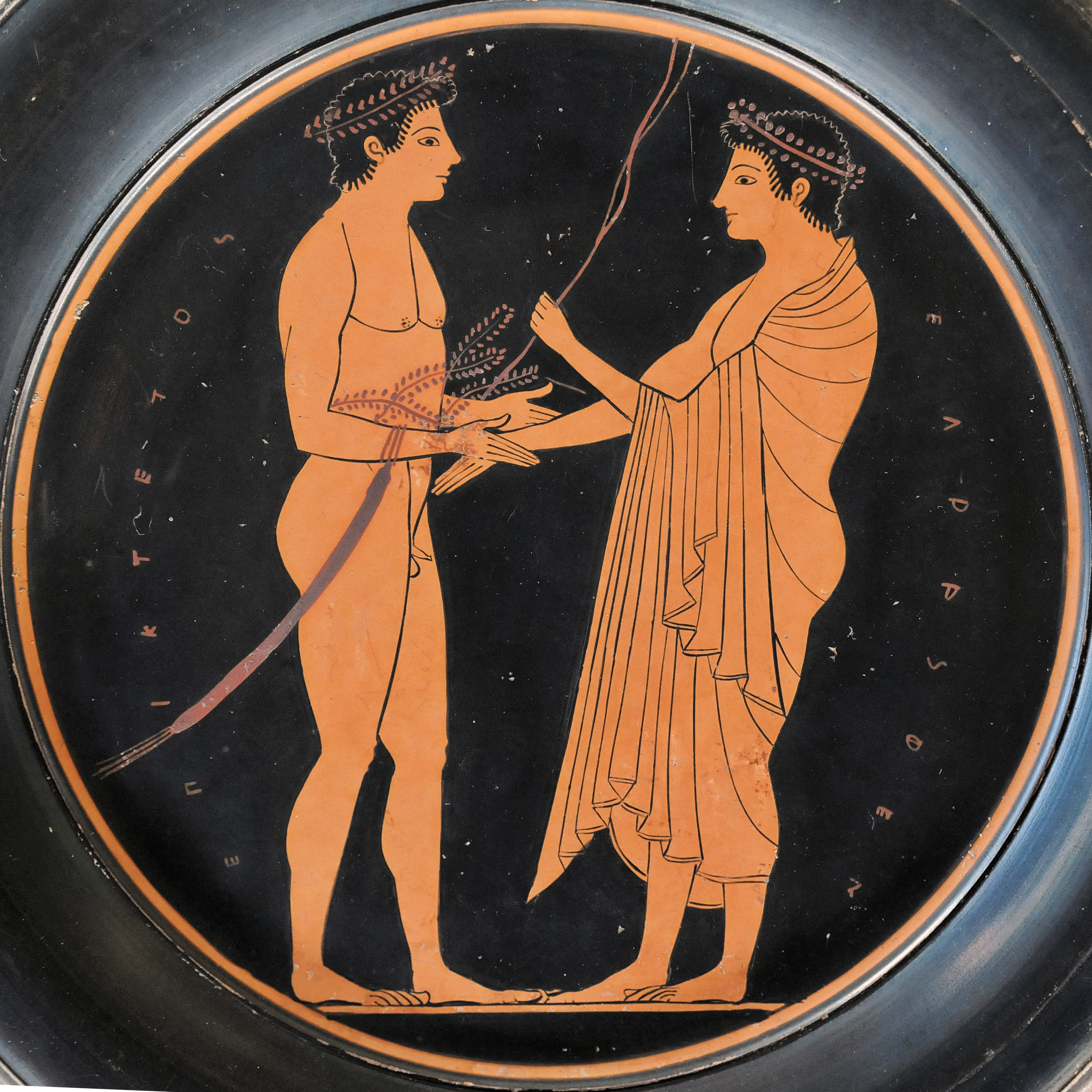
Hellanodice remettant branches de palmier, tæniae et couronne d'olivier au vainqueur.

À partir de la septième olympiade, les hérauts annoncent les noms des vainqueurs (appelés olympioniques) des Jeux olympiques antiques qui, sous l'acclamation des spectateurs qui leur jettent des fleurs, se voient placer par l’hellanodice juste après leur compétition une branche de palmier dans leurs mains tandis des rubans de laine pourpre, les tæniae, sont noués autour de leur front et de leurs mains en signe de victoire. La cérémonie officielle de remise des prix a lieu le dernier jour des Jeux dans le vestibule surélevé du temple de Zeus. Après que le héraut a annoncé le nom du vainqueur olympique, de son père et de sa cité, l'hellanodice ceint la tête du vainqueur d'une couronne d’olivier, le kotinos qui assure selon la croyance une protection divine. Selon Pausanias le Périégète, Héraclès introduit cette couronne olympique comme récompense du vainqueur de la course du stadion, l'épreuve reine des jeux antiques, dans le but d'honorer Zeus. 
Hérodote décrit l'histoire suivante au sujet de cette couronne. Xerxès Ier interrogeait quelques Arcadiens, après la bataille des Thermopyles, leur demandant pourquoi il y avait si peu d'hommes grecs qui défendent les Thermopyles. Ces derniers répondirent :
« Maintenant, ils célèbrent les jeux olympiques, et regardent les exercices gymniques et la course des chevaux ». Ce roi perse leur demanda encore quel était le prix des combats. « Une couronne d'olivier, dirent-ils ».
Chacun des Jeux panhelléniques a comme prix une couronne de feuillage particulière :
- kotinos aux Jeux olympiques ;
- couronne de laurier aux Jeux pythiques à Delphes ;
- couronne de pin aux Jeux isthmiques ;
- couronne de céleri aux Jeux néméens.

### Sources
- (en) Cet article est partiellement ou en totalité issu de l’article de Wikipédia en anglais intitulé « Olive wreath » (voir la liste des auteurs).